# Історія зародження і становлення гірничо-металургійного центру Уралу
Історія зародження і становлення гірничо-металургійного центру Уралу

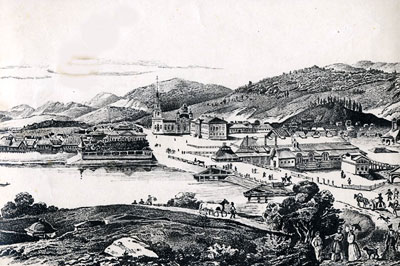
Мідеплавильний завод у м. Міас на Уралі. 18-19 ст.

Утворення потужного гірничо-металургійного центру на Уралі відбувалося цілком у межах феодально-кріпосницьких відносин. За історичною й гірничо-геологічною значущістю Урал входить до п'ятірки найбільших рудних районів світу. Його освоєння забезпечило металами потреби Росії, причому уральське залізо стало в другій половині XVIII ст. головною статтею її експорту, випередивши навіть традиційне збіжжя. Завдяки надзвичайно багатим рудним родовищам і навколишнім лісовим масивам Уралу (доступне деревне вугілля), Росія на кілька десятиріч вийшла на перше місце у виробництві заліза, випередивши Англію та Швецію. Будування на Уралі гірничих заводів, видобуток і переробка руд чорних і кольорових металів, удосконалення металургійного устаткування, заснування гірничих шкіл і училищ — усе це створило передумови для спроби Росії «вискочити з рамок відсталості» й закласти підвалини широких промислових перетворень. Здійснити ці плани повною мірою не вдалося.
Ще античні автори описували скарби Рифейських (Гіперборейських) гір. Найдавніша вітчизняна письмова згадка Уралу збереглася в київському літописі «Повість минущих літ» (початок XII ст.), де згадується похід новгородців на Урал за цінними хутрами. Саме до складу Новгородського князівства увійшли пізніше землі Верхнього Прикам'я (Приуралля), які 1478 р. (разом із приєднанням Новгорода) відійшли до Москви. Ці землі з часом стали вотчиною багатих землевласників і купців Строганових, які на початку 80-х років XVI ст. організували військовий похід Єрмака для підкорення Сибірського ханства. Перемога козаків над сибірською частиною колишньої Золотої орди відкрила шлях для російської колонізації Уралу та Сибіру, хоча локальні протистояння місцевого населення тривалий час гальмували освоєння цих величезних територій.
З XVII ст. на Уралі почав формуватися центр гірничодобувних та металургійних промислів, причому дороговказами для пошуку корисних копалин слугували примітивні металеві й соляні промисли місцевого населення, а також залишки давніх гірничих розробок (чудських копалень). З цього приводу письменник Д. Мамін-Сибіряк зазначав: «Чудь» існувала задовго до російської історії, й можливо лише дивуватися високій культурі металу, якою володіли ці племена. Достатньо сказати лише те, що всі наші уральські гірничі заводи збудовані на місцях колишньої чудської роботи — руду шукали саме в цих чудських місцях".
Першими російськими заводами тут були Ніцинський залізоробний завод (Ніца — притока Тури), збудований царськими воєводами 1631 р., і Пискорський мідеплавильний завод (район Солікамська), що зводився під керівництвом німецького рудознавця Ариста Петцольда та його помічників-іноземців (почав роботу 1634 р.). Ці казенні заводи, як і десяток інших, зведених у XVII ст. (зокрема приватний завод рудознавця Дмитра Тумашева, завод Далматовського монастиря та ін.), не були особливо успішними, оскільки використовували застарілі технології (плавлення вели в давніх сиродутних печах, домни не зводили); бракувало гірничих спеціалістів і виробничого досвіду; робочою силою були здебільшого селяни-кріпаки, які масово розбігалися з заводів; царські воєводи управляли гірничими справами некомпетентно, по-хижацьки використовуючи залізні родовища (після розробки найбагатших покладів — родовище вважали вичерпаним). Протягом усього XVII ст. Росія продовжувала імпортувати мідь і залізо (переважно зі Швеції).
Більш успішний розвиток гірничозаводської справи на Уралі спостерігається з кінця XVII — початку XVIII ст. Це було зумовлено передовсім потребою підсилення військової дієздатності московського війська (постачання заліза на озброєння) в умовах, коли металургійні бази центру (Тульські заводи Андреаса Вініуса) й півночі (Олонецькі заводи Бутенанта Розенбуша) вичерпували навколишні природні ресурси й скорочували виробництво. Сучасник так свідчив про ці процеси: «ліси віддалилися, вугілля (деревного — авт.) не стало, руда збідніла». Крім того, загострення політичних відносин зі Швецією й подальша Північна війна не тільки призвели до зростання потреб металів, але й позбавили Росію традиційних можливостей імпорту шведського заліза.
1696 р. Петро I доручив воєводі Верхотур'я (тодішнього адміністративного центру Середнього Уралу) Д. Протасьєву пошук «доброї» залізної руди, яка й була знайдена в горі над річкою Тагіл (славетне родовище магнетиту Гора Висока) та на берегах річки Нейви (багаті поклади бурих залізняків). Зразки магнетиту були успішно випробувані в Ризі й Амстердамі. Вердикт усіх дослідників був одностайний: «Сибірське залізо у справі таке пречудове, що краще за нього добротою та м'якістю бути не може». 1699 р. вийшов іменний указ, згідно з яким було «велено у Верхотурському повіті, на річках Тагіл і Нев'я, де знайдена залізна руда, знов завести залізні заводи…»
Майже одночасно будувалися два заводи: Нев'янський (55 км від Гори Високої на річці Нев'ї) та Кам'янській (на місці старого заводу Далматовського монастиря на річці Железенка, яку перейменували на Кам'янку). Обидва заводи мали греблі, що забезпечували заводські механізми водними рушіями; доменні печі, молотові фабрики, кузні. Перший уральський чавун видали 15 жовтня 1701 р. на Кам'янському заводі, а в січні 1702 р. кам'янський доменний майстер Яків Фадєєв викував перше місцеве залізо, яке високо оцінили на Московському гарматному дворі. Протягом 1702 р. на Кам'янському заводі під наглядом гарматного майстра Еріка Депре було відлито 182 гармати, а обдарованість і досвід зброяра Н. Пиленка дозволили виготовляти високоякісні мушкети, фузеї, рушниці. Протягом 1703—1704 рр. поблизу винайдених залізорудних родовищ бурих залізняків були збудовані ще два казенні заводи — Алапаєвський і Уктуський.
Нев'янський завод розпочав виплавку чавуну наприкінці 1701 р., а вже через три місяці Петро I передав його у приватну власність колишньому тульському майстру-зброяру й заводчику Микиті Демидову (Антуф'єву) «з тим, щоб він, Микита, знайшов такого всякому ливарному та кованому залізу примноження, щоб у всякій скруті всій нашій Московській державі різного заліза наробити й без стороннього свейського (шведського — авт.) заліза можна було обійтися й старатися, щоб наші люди тій майстерності були навчені, щоб та справа в Московській державі стала міцно». Одночасно з Нев'янським Демидову були передані старі Верхотурські залізні заводи та величезні лісові угіддя (для заготівлі деревного вугілля), до заводів приписані державні кріпаки двох волостей (2,5 тис. селян) й надані особливі привілеї майже безконтрольного ведення промислів (указ царя застерігав: «воєводі його справу не відати»). Микита Демидов виявився непересічним організатором гірничозаводської справи, хоча уславився вельми жорстоким ставленням до трудового люду. З 1716 по 1725 р. він збудував на Уралі чотири металургійні заводи, серед яких особливе місце посів величезний завод у Нижньому Тагілі (будувався з 1722 по 1725 р.). Уже в 20-х роках XVIII ст. Урал давав щонайменше дві третини металу Росії. Це був переважно «демидовський» метал, хоча поруч працювало й кілька казенних заводів.
Пошуки й розробка руд, будування заводів, плавлення металів потребували кваліфікованих спеціалістів гірничої справи — це були здебільшого іноземці на російській службі. Відкриття багатих мідних і залізних руд було здійснено Л. Нейтером, Й. Бліером, А. Вініусом; спорудження домен «за заморським зразком» вели англійці Р. Жартон і В. Панкурст; керували казенними заводами той же А. Вініус і Г. В. де Геннін.
1712 р. саксонський бергмайстер Йоганн Бліер, який «у різні губернії внутрішні й у Сибір для пошуку рудного був неодноразово посланий і найкраще інших пізнав, яка багата Росія різними металами й рудами» подав царю меморандум про організацію особливої колегії для керівництва гірничою промисловістю (недостатньо ефективний Приказ рудокопних справ було ліквідовано 1711 р., а гірництво передано в управління Сенату й губернаторам). Протягом кількох років його ідея не мала підтримки, а залишені на розсуд місцевого начальства казенні гірничі заводи почали занепадати. Деякі уральські воєводи й коменданти містечок загалом прагнули під приводом вичерпання руд ліквідувати заводи, щоб позбавити себе клопіткої відповідальності за справу, на якій вони не розумілись.
У грудні 1719 р. за європейським зразком була заснована Берг-колегія — керівний орган рудної та металургійної промисловості, який передбачав колегіальне вирішення питань (звідси й «колегія»), чітко визначене коло чиновних обов'язків, обґрунтований штат спеціалістів, суми винагород тощо. Указ Петра I значною мірою ґрунтувався на меморандумі Й. Бліера. Президентом Берг-колегії був призначений один із найближчих сподвижників царя Яків Брюс (нащадок давнього шотландського королівського роду, граф, генерал-фельдмаршал, видатний інженер, творець тогочасної російської артилерії, власник найбільшої в Росії приватної бібліотеки, переданої згодом Імператорській Академії наук, а в суспільній опінії — чорнокнижник, алхімік і астролог). Вельми показовим був перший керівний склад Берг-колегії, який наочно свідчив про брак вітчизняних гірничих фахівців: Яків Брюс (президент), Йоганн де Люберас (віце-президент), радники Йоганн Шлаттер, Вінцент Райзер, Яків Делейес. Тенденція залучення західних спеціалістів зберігалася впродовж тривалого часу. Один із найавторитетніших хронологів уральського життя, письменник Д. Мамін-Сибіряк в історичному нарисі «Місто Катеринбург» зазначав, що «більшість гірничих людей були іноземці, які принесли сюди початки суспільного життя».
Для організації системної роботи в гірничо-металургійні центри країни Берг-колегія відряджала уповноважених чиновників, наділяючи їх особливими правами й фінансовими ресурсами. На Урал вирушили бергмайстер Йоганн Бліер і довірена особа Я. Брюса капітан-поручник артилерії Василь Татищев. Спершу роль капітана-поручника зводилася лише до допомоги Бліеру в організаційних, господарчих та фінансових питаннях, але згодом саксонський майстер повністю зосередився на пошуках руд і технічній організації заводської справи, а Татищев утворив на Уктуському заводі Гірничу канцелярію (Сибірський обер-бергамт) і за рішенням Берг-колегії очолив управління казенними заводами Уралу.
Енергійна діяльність В. Татищева протягом 1720—1722 рр. привела до помітної реорганізації й технічного поступу металургійного виробництва. Він розпочав спорудження заводу на річці Ісеть і заклав поблизу місто Катерининськ (майбутній Катеринбург), а також мідний завод поблизу села Єгошихі, поклавши початок місту Перм. Вбачаючи в монополії Демидових загрозу для успішного розвитку казенних заводів, Татищев викривав зловживання Микити Демидова й уживав заходів задля приборкання його промислових «апетитів». Тому Демидов через своїх петербурзьких покровителів домігся звільнення й відкликання Татищева, на якого навіть було заведено тимчасове слідство. Проте його діяльність не минула марно, всевладдя Демидових було певною мірою обмежене зростанням державних заводів, початком підприємницької діяльності інших промисловців: Строганових, Осокіних, Турчанинових, В'яземських та ін.
Новим управителем Уральських казенних заводів було призначено близького соратника Петра I, генерал-майора артилерії Георга Вільгельма де Генніна (уродженця Саксонії). Талановитий інженер, гірник і металург, який ретельно вивчив європейський досвід будування гірничих заводів, протягом дванадцяти років плідно керував промисловістю Уралу й Сибіру, спорудив 9 заводів, збудував столицю гірничого Уралу — місто-завод Катеринбург.
Не згадуючи справ свого попередника, де Геннін стверджував: «Зачав я біля річки Ісеті, де місце вишукав найкраще, води достатньо, лісів і руди на багато років, фортецю й завод». На будівництві заводу були задіяні солдати навколишніх гарнізонів, селяни-кріпаки ближніх губерній, а також вільнонаймані поселенці, здебільшого старовіри, які тяглися на Урал, уникаючи державних і церковних утисків. Пуск заводу, який відбувся в листопаді 1723 р., вважається датою заснування Катеринбургу. 1734 р. управління гірничими заводами Уралу знов було доручено Василю Татищеву, на той час генерал-бергмайстеру. Під його орудою кількість казенних заводів збільшилася до 40, а стан їх значно покращився. Були розвідані нові багаті родовища залізних і мідних руд, розроблені амбітні плани спорудження ще 36 заводів. Катеринбург перетворився на справжню столицю промислового Уралу, причому 1735 р. тут було відкрито монетний двір. Цікаво, що в Катеринбурзі не було городничого, управління містом передавалося головному гірничому начальникові.
Татищев і Геннін по праву вважаються фундаторами міста. Показово, що вони уславилися також на науковій ниві — Геннін уклав перший в Росії ґрунтовний довідник з гірництва й металургії «Опис Уральських і Сибірських заводів» (1735 р.), а Татищев був автором першої «Історії Російської», — фундаментальної праці з чотирьох частин (перші публікації здійснені 1768—1769 рр.), яка стала відправним пунктом для всіх наступних російських істориків (для когось як надійне «першоджерело», для інших — як привід для наукової полеміки). Високий культурний рівень перших організаторів заводської справи Уралу свідчить, що тогочасні гірництво та металургія мали у своїй «орбіті» найбільш освічених і талановитих представників свого часу, людей енциклопедичних знань і світового досвіду.
Цікаві приватизаційні «перетворення» в гірничо-металургійній промисловості Уралу відбулися за часів царювання імператриці Анни Іванівни, а точніше, її фаворита, курляндського герцога Ернста Бірона. Керівником гірничого відомства імперії він призначив саксонського барона Шемберга. «Для інтересу її величності», нібито задля прискорення розвитку приватного підприємництва та збільшення продуктивності уральських заводів Бірон і Шемберг вирішили передати їх у приватні руки (указ 1738 р.). Як слушно зауважив з цього приводу Д. Мамін-Сибіряк, «випередити промислові дива Америки» у Росії не вийшло. Приватизація відбулася таємно, бюрократично і «для своїх». «Шемберг перший захопив у свої саксонські руки усі Гороблагодатські заводи та Лапландські рудники, приписав до них ще 3000 селян, забрав казенну позику 50 000 карбованців, прихопив дорогою — ні за що ні про що — 570 000 пудів казенного заліза, утримував усю заводську адміністрацію (вже свого заводу — авт.) за казенний кошт — просто кажучи, німець розгорнувся» (Д. Мамін-Сибіряк). Не відставали від Шемберга у справі привласнення заводів й імперські сановники — графи Шувалови, Воронцови, Чернишеви та ін. Із сорока діючих заводів за кілька років «приватизації» у держави залишилося (і то, якимось дивом) лише два — Катеринбурзький і Каменський. Виділені для розвитку заводів казенні кошти також осіли в кишенях нових власників, не дійшовши до підприємств. З часом заводи занепали і їх викупили майже за безцінь у сановних вельмож уральські відкупники Турчанинов, Яковлев та ін.
У подальшому поруч з приватними гірничо-металургійними підприємствами, серед яких виокремлювалися заводи Демидових, будувалися та діяли казенні, а державна гірнича адміністрація контролювала заводи всіх форм власності. Загальна кількість уральських металургійних заводів на початок XIX ст. дорівнювала 140. Деякі з них мали високоефективні домни, які своїми розмірами та продуктивністю не поступалися найкращим європейським зразкам. Серед уральських залізоробних заводів особливо вирізнялися Нижньотагільський і Златоустівський.
Технічні досягнення заводів у Нижньому Тагілі значною мірою пов'язані з ім'ям талановитого уральського механіка-самоука Єгора Кузнецова (фактично — головного інженера й заводського винахідника другої половини XVIII ст.). Його розробки прокатних станів для виробництва чотиригранного й листового заліза успішно конкурували з тогочасними європейськими досягненнями, а ідея безперервного стана — набагато випередила свій час. Нижньотагільському заводові належали рекорди з будівництва найбільших свого часу доменних печей з продуктивністю 150—300 тис. пудів чавуну на рік. Не випадково саме в Нижньому Тагілі механіками Черепановими (кріпаками Демидових) був збудований перший у Росії паротяг і залізниця довжиною 3,5 км (1833—1834 рр.).
Потужний центр гірничо-металургійного виробництва Златоуст (110 км західніше Челябінська) почав формуватися 1754 р.. Багаті місцеві руди бурих залізняків дозволили закласти тут залізоробний завод, названий на честь славетного християнського проповідника Івана Златоуста. 1814 р. тут була збудована зброярня, яка спеціалізувалася на виробництві холодної («білої») зброї, в тому числі парадної, мистецьки прикрашеної. Протягом 1824—1847 рр. металургійним заводом і фабрикою зброї управляв знаменитий російський гірничий інженер і металург Павло Аносов, який організував виробництво високоякісної литої сталі та булатів, секрети яких він (у нові часи) розкрив першим. Славетний англійський геолог Р. Мурчісон, який відвідав Златоуст 1840 р., писав: «Златоустівський завод назвати можна Шеффілдом або Бірмінгемом хребта Уральського; розташована тут фабрика холодної зброї стоїть на високому рівні досконалості, загалом завод прегарно облаштований щодо побуту його мешканців, становить одну з блискучих місцевостей Російської Імперії… Доволі сумнівно, чи знайдеться хоча б одна фабрика в цілому світі, яка б витримала змагання із Златоустівською у виробленні зброї…»
Величезне значення для розвитку заводської справи Уралу мали потужні родовища магнітного залізняку, серед яких особливо виділялися Гора Висока, Гора Благодать і Гора Магнітна. Одним із найбільш відомих рудників Росії, значення якого зіставне з австрійським Ерцбергом, була Гора Висока поблизу Нижнього Тагілу. Розробка цього непересічного родовища, яке давало в окремі роки до 50 % російського заліза, закарбувалась в уральських «сказах», класичній літературі, на полотнах і світлинах старих майстрів. Поклади Гори Високої були відкриті 1696 р. (про що сповіщав царя воєвода Д. Протасьєв) і досліджені на місці думним дяком А. Вініусом, який писав Петру I: «Я віднайшов дуже добру руду з магніту залізного, якої краще бути не може, і в усьому всесвіті не бувало, щоб з магніту залізо виплавляти, притому руда така багата й м'яка, що можна гармати й мозжери (мортири — авт.) плавити».
На той час на Уралі не було майстрів, які б володіли технологією плавлення магнітного залізняку, тому розробку цих руд відклали на майбутнє. Перші вдалі спроби освоєння руд Гори Високої розпочалися 1721 р., а промислове використання руд — на Нижньотагільському заводі Микити Демидова 1725 р. Поклади магнітного залізняку Гори Високої утворилися шляхом виділення заліза з магми, що увігналася в масив гірських порід, і мали пластоподібний характер, причому товщина пластів сягала 12 м. Гора не зовсім відповідала своїй назві, оскільки її висота над рівнем заводської загати не перевищувала 80 м. Втім, на думку Д. Маміна-Сибіряка: «Навряд чи знайдеться якийсь інший куточок на земній кулі, де б на такому дуже обмеженому просторі природа з істинно шаленою щедрістю розсипала свої дари». Високогірний рудник експлуатувався понад 150 років, забезпечуючи якісною рудою металургійні заводи Уралу, які виплавляли такий «добрий» і «м'який» метал, що його порівнювали з соболиним хутром. Під маркою «Старий соболь» він був широко відомий у Європі (заводське клеймо зображало маленького звірка — соболя, який біжить).
1735 р. мансі Степан Чумпін виявив поблизу однієї з гір Середнього Уралу на узбережжі річки Кушви (притоки Тури) уламки магнітного залізняку й показав їх гірничому спеціалісту І. Ярцеву. Той зацікавився рудою й, передбачаючи відкриття значного родовища, поквапився із повідомленням у Катеринбург. «Хазяїн Уралу» Акинфій Демидов, довідавшись про цю знахідку, не гаючи часу, вислав навздогін Ярцеву і Чумпіну переслідувачів, але перехопити рудознавців не вдалося. Вони зуміли подати заявку на відкриття надзвичайно багатого родовища залізних руд — Гора Благодать, що на 40 км північніше Гори Високої. У той самий день заявку подав і А. Демидов, який обіцяв у майбутньому збудувати тут завод. Закріплення цього родовища за державою, спорудження тут казенного рудника й заводу сталось завдяки присутності в той час на Уралі генерал-бергмайстера В. Татищева, який ревно охороняв державні інтереси й відважно протистояв Демидовим. У листі до імператриці Анни Іванівни він писав: «Гора та є такою високою, що з неї можна бачити навколо верст на 100 і більше. Руди в тій горі не тільки назовні, що з гори вверх стовпами стирчить, але й навкруги в довжину більше 200 сажень й поперек сажень на 60 розкопували й виявили, що всюди лежить (руда — авт.) одним каменем, що йде в глибину. Сподіваюсь, що й за багато років дна не дійдемо. З такої обставини назвали ми ту гору Благодать, бо такий великий скарб на щастя Вашої Величності благодаттю Божою відкрився».
Після виявлення справжніх запасів родовища (поклади магнітного залізняку сягали в деяких місцях товщини близько 200 м), було ухвалено рішення допустити до його розробки не тільки казенні, але й приватні підприємства: «руду видобувати слід з відведенням кожному своєї частки, яка кому з урахуванням збудованих домен буде визначена, і видобувати всякому у своїй шахті й своїми робітниками, не пошкоджуючи інших копалень». Гірнича канцелярія видала першовідкривачам родовища щедру винагороду, але незабаром С. Чумпін загинув за загадкових обставин (згорів живцем на горі Благодать). Поголос приписував це злодійство Демидовим як помсту, а найперше — науку іншим: не варто переходити дорогу до підземних скарбів справжнім хазяям Уралу.
Наприкінці XVIII ст. купцем Твердишевим і його компаньйоном М'ясниковим була подана заявка в Оренбурзьку губернську канцелярію про відкриття ними родовища магнітного залізняка Гора Магнітна. Імовірно залізну руду тут зустрічали й раніше, оскільки поруч (в 5 км) розташовувалась заснована ще в першій половині XVIII ст. фортеця Орської дистанції поштового тракту, яка мала ту ж саму назву «Магнітна». Вершини гори Магнітної — Атач, Березова, Дальня, Узянська підносяться над степовою рівниною на висоту до 213 м. Руди родовища залягають на пологих схилах гори, або поблизу її вершин і є відслоненням розмитих виходів магматичних порід. Товщина покладів суцільної руди — у межах 5 — 15 м, а на вершині Узянській сягала 40 м; середній вміст заліза — 55 %. У XVIII — XIX ст. була використана лише незначна частина родовища для потреб Бєлорєцького й Узянського заводів. Лише в 30-х роках XX ст. тут був збудований завод-гігант (уславлений Магнітогорський металургійний комбінат), який повністю забезпечували рудою з Гори Магнітної.
Крім вище названих величезних родовищ, на Уралі були відкриті десятки інших покладів залізних руд, серед яких виділялися також дуже потужні: Ауербахівське на правому березі річки Тур'ї (магнетитові руди й продукти їх вивітрювання — червоний і бурий залізняки), гори Троїцька та Осамська на західному схилі Уралу річкою Косьва (магнітний залізняк), південноуральські родовища легкоплавких шпатових залізняків (гори Буландіха, Шуйда, Іркускан) та багато інших. Дивовижні природні багатства краю — високоякісні залізні й мідні руди, величезні лісові масиви (дешеве деревне вугілля), численні річки (зручні транспортні артерії) створювали всі необхідні умови для формування потужного гірничо-металургійного центру, який міг стати локомотивом модернізації Росії на шляху від аграрної до індустріальної країни. На жаль, військово-феодальний характер організації праці, недостатня розвиненість ринкових механізмів, бюрократична система управління імперією гальмували широке впровадження науково-технічних інновацій, промислові та суспільні перетворення.
Праця й побут на уральських заводах вражали своїми жорстокими формами. Наведемо кілька цитат, що характеризують умови життя трудового люду: «Урал зазнав найгіршої форми кріпацтва, а саме приписаних до заводів селян. На казенних заводах, центром яких слугував Катеринбург, панувала каторжна праця. Весь Урал, таким чином, перебував нібито у стані облоги, і кожна душа, що вільно чи невільно долучалася до гірничої справи, підлягала військовому гірничому режиму. Загалом, гірництво проваджувалось найжорстокішим чином, як свого роду єгипетські роботи» (Д. Мамін-Сибіряк).
«На заводі люди роками харчуються хлібом і водою, не маючи гарячої їжі, м'яса. За тяжку працю протягом десяти, дванадцяти та п'ятнадцяти годин робітники отримують, крім хліба та води, три копійки сріблом. На рудникові роботи посилаються діти й старі до шістдесяти років — повністю скалічені, сліпі, кульгаві» (ад'ютант царя Олександра I князь П. М. Волконський).
«За Катеринбургом усі хати видаються чорними або дуже старими…» (О. Радищев).
«Урал озброїв Пугачова й дав йому найбільш стійких бійців — соратників» (В. Короленко).
```
„Кожен день свист шпіцрутенів, різок, крики жертв, волання їхніх жінок і дітей лунали на заводах. Це було якесь царство нескінченних жахів. Не було спини, не смугованої різками, не було людини, якої б не торкнулися руки начальства. Ні дівоча цнота, ні особиста гідність, ні заслуги, ні безмірна праця, ні сумлінне виконання своїх обов’язків – не значили нічого. Сваволя панувала всюди...
```

Заводський люд вищою мірою здібний і допитливий. Важко сказати, що б вийшло з нього в інших умовах! На заводах зустрічаєш чудових механіків, що працюють біля машини без будь-яких наукових знань. Вони винаходять нові прилади, спрощують старі. За загальною думкою спеціалістів, наші майстри, що розпочали своє виховання біля кричних печей, іноді брали гору над німцями-механіками й завжди виявлялися більш здібні… Ми здивовані, як за таких неможливих обставин уральці ще не виродилися, що то за вражаюча витривалість в умовах цих злиднів, що переходять з покоління в покоління, за цього голоду, за цих умов праці, нібито спеціально створених для того, щоб урешті-решт з розумних і енергійних трударів зробити безсилих і апатичних до всього" (В. Немирович-Данченко).
Скасування кріпосного права 1861 р. спричинило згортання казенної гірничої справи, оскільки за вільнонайманої праці колишні каторжні форми організації виробництва унеможливились, а інших дармових форм ще не було. Це призвело до тимчасового спаду виробництва залізоробних заводів і поступового переходу їх у приватні, «більш умілі руки». Процеси становлення нових форм господарювання відбувалися важко, оскільки зберігались гострі суперечності між напівфеодальною системою управління, приватними промисловцями й робітниками. Це підсилювало відставання уральських заводів від технічних досягнень свого часу, що характеризувалось дуже пізнім упровадженням парових машин і ставкою на деревне вугілля (завдяки цьому наприкінці XIX ст. продуктивність уральських домен була в три і більше разів нижчою порівняно з донбаськими, які працювали на кам'яновугільному коксі). Окремі винаходи, машини й удалі технічні рішення уральських інженерів і механіків-самоуків залишалися здебільшого поодинокими «курйозами», які не мали широкого впровадження на рудниках і заводах.